# Everardo Rocha

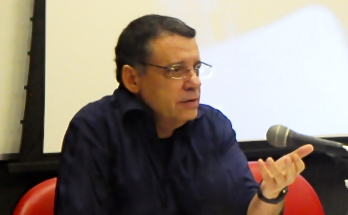
Everardo Rocha, 2012

Everardo Pereira Guimarães Rocha (* 1. Oktober 1951 in Rio de Janeiro) ist ein brasilianischer Anthropologe, der sich Studien und Forschungen zu Werbenarrativen, Konsum und brasilianischer Kultur widmet.

## Werdegang und Forschungen
Er hat einen Master-Abschluss (1982) und einen Doktortitel (1989) in Sozialanthropologie vom Nationalmuseum der Bundesuniversität von Rio de Janeiro. Er hat außerdem einen Master-Abschluss in Kommunikation von der UFRJ School of Communication (1979) und einen Abschluss in sozialer Kommunikation von PUC-Rio (1975). Seit 1976 lehrt er an der Päpstlichen Katholischen Universität Rio de Janeiro. Im Jahr 2019 wurde er zum ordentlichen Professor im Fachbereich Soziale Kommunikation befördert[4]. Er arbeitet im Postgraduiertenprogramm Kommunikation.
In seinen Werken artikuliert Everardo Rocha die Bereiche Anthropologie und Kommunikation und gilt als einer der ersten Anthropologen in Brasilien, der sich der Konsumforschung widmete[5][6]. Seit den 1980er Jahren hat er zur Entstehung und Konsolidierung des Bereichs der Konsumanthropologie im Land beigetragen.
Das 1985 veröffentlichte Buch „Magic and Capitalism“ gilt als Anstoß für die Entwicklung der Konsumforschung aus anthropologischer Perspektive in der brasilianischen Wissenschaft. In seiner Arbeit setzt Everardo Rocha das Werbesystem und den Konsum mit dem Totemismus sogenannter „Stammesgesellschaften“ in Verbindung, wie er vom Anthropologen Claude Lévi-Strauss untersucht wurde. Auf diese Weise werden Medienproduktionen, insbesondere Werbung und Konsum, als zentrale Ausdrucks- und Erfahrungsorte magischen Denkens in der zeitgenössischen Kultur vorgeschlagen. Wie Roberto DaMatta sagte:
„(…) Everardo Rochas Reflexion zeichnet sich durch die intelligente und entschlossene Untersuchung der modernen Welt als ein gigantisches Gebilde aus Konsum, Magie, ideologischer Überzeugung und (…) Träumen aus.“
Diese Perspektive wurde in mehreren anderen Werken entwickelt, beispielsweise in „A Sociedade do Sonho“, „As Representações do Consumo“ und „Juventude e Consumo“ (geschrieben mit Cláudia Pereira), in denen sich der Forscher vor allem der Analyse der erarbeiteten Konsumdarstellungen widmet und diese von den Medien übermittelt werden[7]. Laut Everardo Rocha schauen wir uns Werbung, Seifenopern, Filme und andere Produktionen an, „(…) wie jemand, der im Spiegel Teile unseres Lebens in ihren Fragmenten betrachtet.“[12] Seiner Ansicht nach ist das Studium medialer Narrative daher von grundlegender Bedeutung für das Projekt, unsere moderne und zeitgenössische Gesellschaft zu verstehen.
Everardo Rochas Arbeit trägt auch zum Studium der Sozialanthropologie und der brasilianischen Kultur bei[7] durch Bücher wie „O que é Etnocentrismo“ [„Was ist Ethnozentrismus“] und „O que é Mito“ [„Was ist Mythos“]. Laut Roberto DaMatta ist Rochas Beitrag zur akademischen Forschung „(…) großzügig und kritisch, originell und kreativ und wirklich auf das Verständnis Brasiliens ausgerichtet.“
Er beteiligte sich auch an der Drehbuchrecherche für den Film Quilombo von Cacá Diegues.

## Ausgewählte Schriften
- Comunicação e consumo: estudos fundamentais para uma perspectiva cultural. São Paulo: Loyola, 2023 (mit Marina Frid, William Corbo und Bruna Aucar). ISBN 65-5504-279-6
- Advertising and consumption: anthropological studies in Brazil. London: Routledge, 2022. ISBN 978-1-003-17679-4
- O paraíso do consumo: Émile Zola, a magia e os grandes magazines. Rio de Janeiro: Mauad, 2016 (mit Marina Frid und William Corbo). ISBN 978-85-7478-844-9
- A sociedade do sonho: comunicação, cultura e consumo. Rio de Janeiro: Mauad, 1995. ISBN 978-85-7478-464-9
- Palmares: mito e romance da utopia brasileira. Rio de Janeiro: Rio Fundo Editora, 1991 (mit Carlos Diegues).
- O que é mito. São Paulo: Brasiliense, 1986. ISBN 978-85-11-01151-7
- O que é etnocentrismo. São Paulo: Brasiliense, 1985. ISBN 978-85-11-01124-1
- Magia e capitalismo: um estudo antropológico da publicidade. São Paulo: Brasiliense, 1985. ISBN 978-85-11-00038-2
- Quilombo: história e sociedade. Rio de Janeiro: Embrafilme/Mec, 1984 (mit Maria Fernanda Bicalho).